# Berchtesgadener War

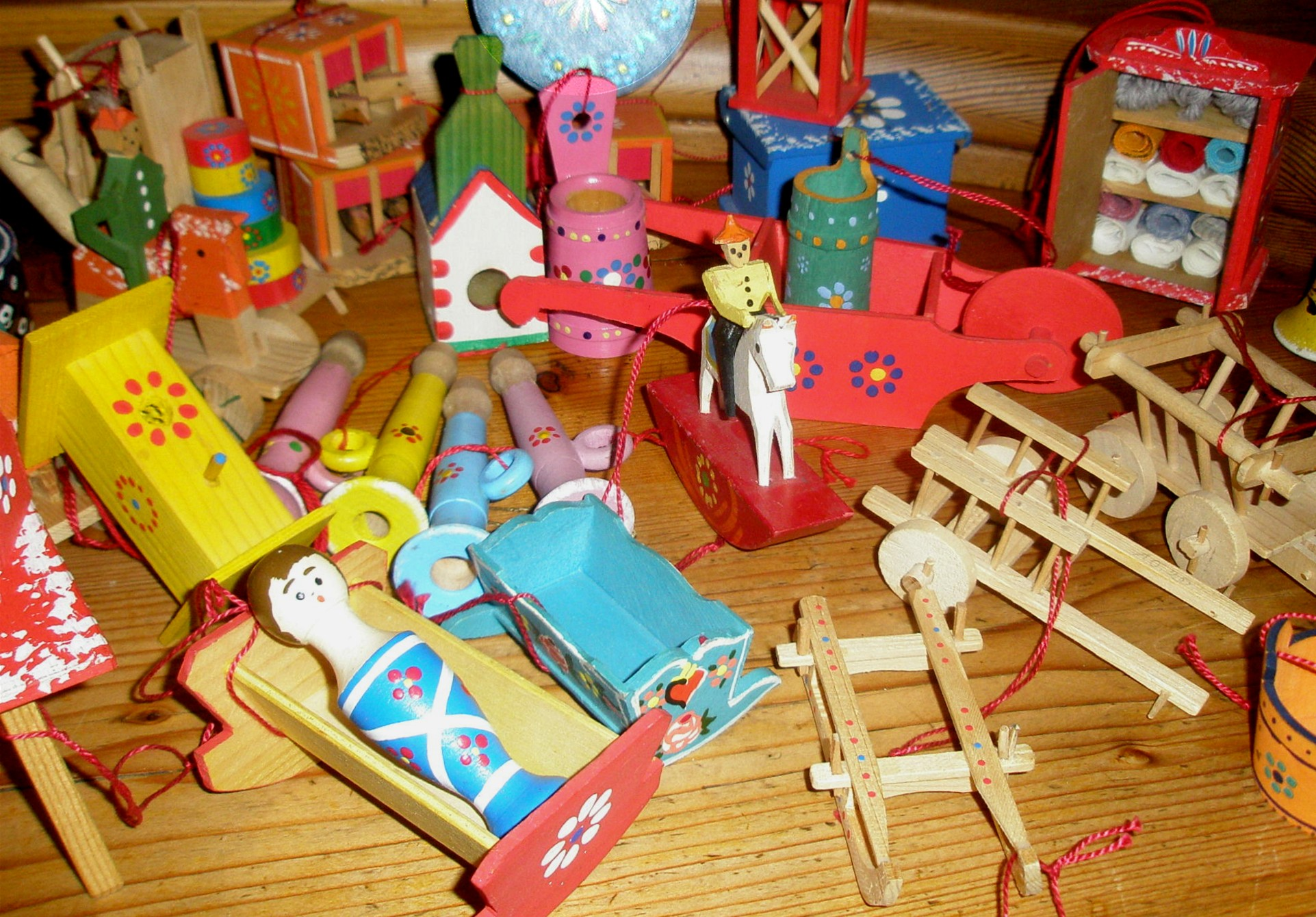
Beispiele von „Berchtesgadener War“

Berchtesgadener War war eine ab Ende des 15. bis Anfang des 19. Jahrhunderts zu Fuß und auf Kraxen vertriebene Ware kunsthandwerklichen Holzspielzeugs aus dem einst fürstpröpstlich regierten Berchtesgadener Land. In der Region seit 1911 wieder unter gleicher Bezeichnung aber in weit geringeren Stückzahlen als Souvenir und Christbaumschmuck angeboten, umfasst sie bemalte Spanschachteln, Holzspielzeug, Schmuckkästchen, Fein- und Grobschnitzereien, Heiligen- und Krippenfiguren, Musikinstrumente für Kinder sowie Arbeiten von Bein- und Elfenbeinschnitzern.

## Geschichte

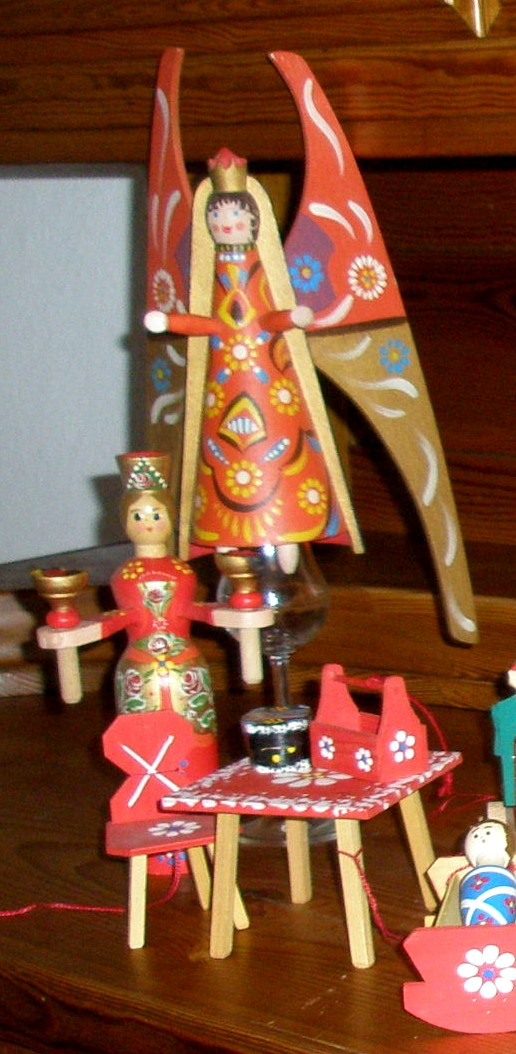
Engel als Christbaum-schmuck und Leuchter

Die Tradition der Berchtesgadener War reicht bis ins 15. Jahrhundert zurück. Das Holzspielzeug hatte nach dem Vorbild Ammergaus bald in „die fernsten Theile der handelnden Welt gefunden“. Es wurden Niederlagen eingerichtet in Antwerpen, Cádiz, Genua, Venedig und Nürnberg, und es besteht „kein Zweifel“, dass zwischen 1492 und 1498 „Kolumbus und Amerikus sowie Vasco da Gama solches Spielzeug nach West- und Ostindien brachten.“
In einer „Regulierung“ zwischen den Holzhandwerkern und den Verlegern (Unternehmer, die den Vertrieb besorgten) von 1713 werden 271 verschiedene Waren aufgeführt, darunter nicht zuletzt zahlreiches Spielzeug wie u. a. „allerley Tier“ sowie „Blasrädchen und Blasuhren“ (kleine Windräder und Wetterfahnen), ferner „Grillenheißl“, Mausefallen, Kindergeigen und 15 verschiedene Brettspiele.
Da auf Waren, die man selbst trug, nach der Handwerksordnung von 1535 kein Zoll oder Maut erhoben wurde, waren es außer den Verlegern insbesondere auch Hausierer wie Anton Adner, die bis Anfang des 19. Jahrhunderts die „War“ aus dem fürstpröpstlichen Berchtesgadener Land in die Städte und benachbarten Länder trugen und den Einheimischen damit eine überlebensnotwendige Nebenerwerbsquelle verschafften. Während 1713 in den verschiedenen Formen des Holzhandwerks 1028 Meister tätig waren – ergänzt um etwa die gleiche Anzahl an mitarbeitenden Familienmitgliedern –, waren es 1805 nur noch 641 Holzhandwerker, darunter 75 Schnitzer und 285 Drechsler. Wenige Jahre später ist die Nachfrage an dieser Volkskunst unter anderem wegen des um 1800 aufkommenden Blechspielzeugs eingebrochen.
Die im 18. Jahrhundert komponierte Kindersinfonie (Originaltitel: Berchtoldsgaden-Musik bzw. Berchtesgaden-Musik) wird neben klassischen Orchesterinstrumenten mit Kindermusikinstrumenten der Berchtesgadener War besetzt.

## Neue Tradition
Nachdem der Kunstmaler Anton Reinbold 1911 erstmals den mit dem Holzspielzeug von einst geschmückten „Berchtesgadener Christbaum“ vorgestellt hatte, erfuhr die Berchtesgadener War eine wenn auch kleine, aber bis zum heutigen Tage anhaltende Wiederbelebung. Im Berchtesgadener Land, dem südlichen Teil des Landkreises Berchtesgadener Land, hat sich diese Form des Christbaumschmucks in privaten Haushalten wie auch in öffentlichen Gebäuden mehr und mehr als neue Tradition durchgesetzt. Vertrieben wurde sie anfangs von der 1924 gegründeten „Bauernkunstgenossenschaft“. Seit 1952 übernimmt diese Aufgabe die Berchtesgadener Handwerkskunst, die als Eigenbetrieb des Landkreises den Versand organisiert und im Marktzentrum von Berchtesgaden ein Ladengeschäft mit Berchtesgadener War führt. Sie berät auch ihre die Berchtesgadener War vorwiegend in Heimarbeit zum Nebenerwerb produzierenden Hersteller in kunsthandwerklicher Hinsicht und bietet ihnen u. a. Malkurse an. Laut einer Zeitungsmeldung von 2010 scheinen einige der Holzspielwaren wie das Arschpfeifenrössl derzeit aber nur noch von einem einzigen Schnitzer in der Gemeinde Ramsau gefertigt zu werden.

## Ausstellungen
Das Heimatmuseum Schloss Adelsheim zeigt als Sammlungsschwerpunkt eine ständige Ausstellung historischer und aktueller Exemplare der Berchtesgadener War.